# Manta tèrmica
Una manta tèrmica és una peça de material aïllant que té diverses utilitats relacionades amb el manteniment o l'increment de la temperatura de les superfícies que s'hi posen a sota. De vegades, és transparent o translúcida per deixar passar la radiació solar durant el dia i permetre l'escalfament.

## Usos de la manta tèrmica
- Manta isotèrmica utilitzada en rescats de persones que podrien patir hipotèrmia.

- Manta tèrmica o manta isotèrmica com a material per protegir el cos en les activitats a l'aire lliure com l'excursionisme o l'alpinisme
- Cobriment de piscines per tal d'evitar el refredament de l'aigua durant la nit i permetre'n l'escalfament de dia
- En agricultura intensiva per protegir determinats conreus de les glaçades i del refredament
- Usades per descontaminar els sòls de contaminants no orgànics. En aquest cas és un tipus de manta tèrmica diferent que permet fer arribar la temperatura del sòl fins a 1000 °C combinat amb una bomba de buit que aspira gran part dels contaminants.
- En l'exploració de l'espai com a sistema de protecció tèrmic de les naus com l'Space Shuttle Atlantis.